# 莱希河畔奥伯恩多夫
莱希河畔奥伯恩多夫是德国巴伐利亚州的一个市镇。总面积19.36平方公里，总人口2384人，其中男性1209人，女性1175人（2011年12月31日），人口密度123人/平方公里。